# جيسي مكارتني

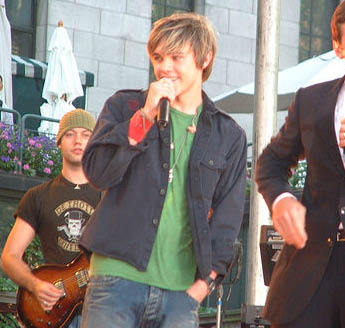
جيسي مكارتني

جيسي مكارتني (بالإنجليزية: Jesse McCartney)‏ (ولد: 9 أبريل 1987، نيويورك-الولايات المتحدة - )؛ هو مغن أمريكي.

## حياته العائلية
أجداده هم ديك وجوسي ساربير (بالإنجليزية: Joyce Sarber)‏ من كاليفورنيا، 1988 إلى عام 2004 عاش جيسي في نيويورك، وعنده أخ آخر اسمه (تيموثي) مولود 96 شهير باسم تيمي، وأخت اسمها (ليا) مولودة 91، وهما أصغر منه.

## عمله أو مسيرته
بدأ في عمل الفن منذ عمر السابعة، وعمل في الجولة الدولية لـ(the King and I) وعمل في سن العاشرة بـ Phil of the Future) وعمل بعدها بالعديد بالأدوار والمشاركات المختلفة.
في الموسيقى بدأ في عمر 12 عام بـ فرقة للأولاد أو الشباب اسمها Dream Street, وكان عضو فيها من عام 2000 إلى 2002، وجولته الأولى للترويج لفنه منفردا كان مع الفنان(آرون كارتر)،في عام 2003 نزل ألبوم اسمه(بيوتيفول سول) لجيسي حقق مبيعات هائلة والفيديو كليب للأغاني الموجودة فيه اشتهرت وانتشرت بشكل غير طبيعي وأوصلت جيسي لعالم الشهرة والنجومية بشكل سريع جداً.
اتبع هذا الاليوم بألبومات أخرى كانت شهرتها مثل من سبقها وساعدت جيسي على الصمود في عالم النجومية والشهرة.

## أعماله
- Himself
- Keith as Keith
- Kingdom Hearts II (

both in the US and Australia)
- The Suite Life of Zack and Cody (2005) (Guest Star)
- Much On Demand (2005) (Guest Star)
- Top Of The Pops (2005) (Guest Star & Interview - New Zealand) (TV)
- Summerland (2004) (TV) as Bradin Westerly
- Pizza (2004) as Justin
- What I Like About You (2004) (TV) as Himself
- The Strange Legacy of Cameron Cruz (2002) (TV) as Cameron Cruz
- The Biggest Fan (2002) (DVD) as Himself
- The Pirates of Central Park (2001) as Simon Baskin
- All My Children (1998-2001) (TV) as Adam Sunshine/ Junior/ J.R Chandler Junior #4
- All My Children (September 2006) (TV)

hannah montana as him self

## ألبوماته
- 2004 Beautiful Soul
- 2005 Live: The Beautiful Soul Tour
- 2006 Right Where You Want Me
- Departure 2008
- Departure:recharged 2009
- Have It All 2010
- Sort of a Slice of Life 2013

## روابط خارجية
- جيسي مكارتني على موقع IMDb (الإنجليزية)
- جيسي مكارتني على موقع ميتاكريتيك (الإنجليزية)
- جيسي مكارتني على موقع روتن توميتوز (الإنجليزية)
- جيسي مكارتني على موقع ألو سيني (الفرنسية)
- جيسي مكارتني على موقع ميوزك برينز (الإنجليزية)
- جيسي مكارتني على موقع تيرنر كلاسيك موفيز (الإنجليزية)
- جيسي مكارتني على موقع أول موفي (الإنجليزية)
- جيسي مكارتني على موقع قاعدة بيانات برودواي على الإنترنت (الإنجليزية)
- جيسي مكارتني على موقع قاعدة بيانات الأفلام السويدية (السويدية)
- جيسي مكارتني على موقع إن إن دي بي (الإنجليزية)